# Муши Каллахан
Муши Каллахан - (3 ноября 1905 - 14 июня 1986) - псевдоним Винсента Морриса Шиира, чемпиона мира во вновь созданной категории первого полусреднего веса в течение пяти лет с 1926 года по 1930 год. Эта категория ранее называлась титул за звание чемпиона мира по суперлегкому весу. После своего ухода из бокса в 1932 году Каллахан выступал рефери на сотнях боях и в течение тридцати лет играл небольшие роли в фильмах, большинство из которых касались боксерских тем, а также работал каскадером и консультантом сцен по боксу в разных фильмах.

## Ранняя жизнь и начало боксерской карьеры
Каллахан родился под именем Винсент Моррис Шеер 3 ноября 1905 года в Нижнем Ист-Сайде Манхэттена. Его отец был торговцем продуктами. Он взял псевдоним Муши Каллахана, поскольку его имя имело очень этническое звучание, как это делали большинство еврейских боксеров на рубеже веков. Его прозвали Муши из-за его еврейского имени Моише или Моисея. По словам Каллахана, он получил свою фамилию от ирландского промоутера в боксерском клубе.
Каллахан был отличным противником и обладал прекрасной обороной. Хотя он мог принять удар, его спад карьеры может быть объяснен травмами живота, которые он получил в своем бою 27 июля 1927 года с Sergent Sammy Baker, которому он проиграл в девятом раунде техническим нокаутом. Каллахан так полностью и не оправился. Также в начале своей карьеры он получил множественные травмы рук.
Его семья переехала в еврейский район Бойл-Хайтс в Лос-Анджелесе из Нью-Йорка, когда ему было два года. Он занимался любительским боксом к десяти годам, и когда он наконец начал заниматься профессиональным боксом в 1924 году, в Калифорнии был установлен предел в четыре раунда, поэтому его прогресс в практике был ограниченным.
В 1925 году, когда десять раундов боя были легализованы в Калифорнии, Муши прошел несколько боев с такими противниками как Рассел Лерой и Пал Моран, нокаутировав обоих в третьем раунде. Он также бился с Red Herring и Spug Myers. Он победил Эйса Хадкинса в бою из десяти раундов 14 ноября 1925 года на своей второй встрече в городе Вернон, штат Калифорния, несмотря на то, что сломал кости в обеих руках. Каллахан бился с Хадкинсом и бой закончился ничьей во время их первой встречи 16 сентября 1925 года на Олимпийском стадионе в Лос-Анджелесе.
За два месяца до победы в бою за звание чемпиона мира в первом полусреднем весе Каллахан потерпел поражение в бою с чемпионом Тихоокеанского побережья в легком весе Джеком Сильвером в Сан-Франциско 25 июля 1926 года.

## Корона в категории первого полусреднего веса и более поздняя боксерская карьера

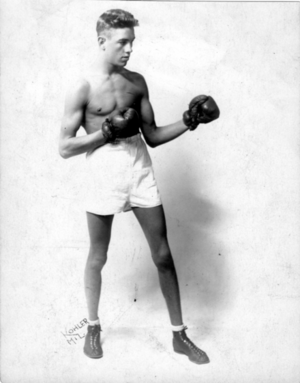
Это фотография Чемпиона мира по боксу в первом полусреднем весе 1922 года Пинки Митчелла.

21 сентября 1926 года Каллахан оказался на ринге с Пинки Митчеллом в бою за звание чемпиона мира в первом полусреднем весе, которое сейчас носил Митчелл. Митчелл был первым чемпионом первого полусреднего веса, категории, созданной в 1922 году. Во время боя он был королем в этой категории почти непрерывно с момента создания в 1922 году и вплоть до своего боя с Каллаханом. В то время, когда два боксера встретились на ринге, мало кто признавал легитимность чемпионата в этой весовой категории. Тем не менее, Каллахан победил Митчелла в более десяти раундов в Верноне, штат Калифорния, и завоевал титул.
Каллахан сказал в интервью после титульного боя с Энди Ди Води: «Волнение пришло, когда я сражался с Энди Ди Води в Мэдисон-Сквер-Гарден 14 марта 1927 года. Нью-йоркские газеты пестрили информацией о Ди Води... Я нокаутировал его во втором раунде». Каллахан снова защитил свой титул в 1927 году в боях против Спаг Майерса в Чикаго и 28 мая 1929 года против Фреда Махана в Лос-Анджелесе. В победе Энди Ди Води 14 марта 1927 года НБА признал, что бой за титул будет чемпионатом мира в суперлегком весе. Это было также название, признанное НБА в победе Каллахана в бою из десяти раундов против Спаг Майерса 31 мая 1927 года на поле Wrigley Field в Чикаго.

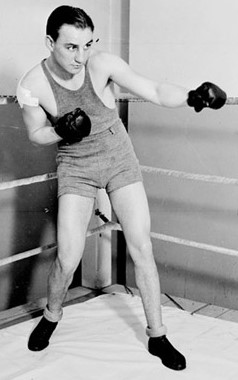
Джеки Филдс, Чемпион мира в среднем весе 1929 года

Каллахан провел много боев не за титул с 1927 по 1929 год. Он сражался с чемпионом в легком весе Джимми Гудричем в Верноне, штат Калифорния, в апреле и мае 1926 года, выиграв в каждом бое из десяти раундов. Заметным проигрышем был его бой из 10 раундов с олимпийским чемпионом Джеки Филдсом 22 ноября 1927 года в Olympic Auditorium в Лос-Анджелесе. Некоторые авторы о боксе приписывают проигрыш Джеки Филдсу из-за травм живота, которые он получил в бою с Sergent Sammy Baker за четыре месяца до этого боя 27 июля.
Из его победы в 10 раундах 28 марта 1928 года у Дика Хоппе из Глендейла, как пишет Montreal Gazette, что он выиграл «по мнению зрителей семь из десяти раундов». Ранее он проиграл Хоппе в 10 раундах 10 ноября на стадионе «Легион». Хоппе не был качественным соперником, которого он впоследствии встретил в лице в Джеки Берге.
24 июля 1929 года Каллахан впервые сражался с британским боксером Джеком «Малыш» Бергом в борьбе за титул. Десять единогласных решений в пользу Берга на поле Эббец в Бруклине, Нью-Йорк, не сулит ничего хорошего для Каллахана в бою с Бергом. 18 февраля 1930 года Каллахан снова поставил свой титул на кон против Джека «Малыша» Берга в Королевском Альберт-Холле в Лондоне, Англия. Берг нокаутировал его в десятом из пятнадцати раундов, чтобы забрать титул себе. Он держал его оставшуюся часть года. Существует некоторый спор относительно того, был ли титул полусреднего веса на самом деле на кону в этом бою. Национальная боксерская ассоциация (НБА) лишила Каллахана своей версии титула полусреднего веса до боя с Бергом. Кроме того, во время боя с Бергом Британия еще не признавала категорию первого полусреднего веса. Однако Атлетическая комиссия штата Нью-Йорк признала, что бой Берга-Каллахана был за титул первого полусреднего веса, однако Берг выиграл признание НБА в 1931 году.

## Выход на пенсию из бокса и кино
Каллахан ушел из профессионального бокса в 1932 году. Вскоре после своего последнего боя он был рефери в более четырехсот боев с декабря 1932 года по ноябрь 1960 года. Он по-прежнему проживал около Лос-Анджелеса, поэтому он мог продолжить карьеру в киноиндустрии в этот период. Получив десятилетний опыт работы в качестве рефери, Каллахан одновременно работал судьей по боксу в более 100 боев в основном в районе Лос-Анджелеса, включая четыре чемпионата штата, между 1941 и 1960 годами.
9 октября 1937 года Каллахан выступал на благотворительной выставке на стадионе «Легион» в Лос-Анджелесе для Уода Уодхайма, промоутера по боям, который перенес инсульт. Среди пятидесяти или около того боксеров, которые участвовали, были трижды чемпион мира Генри Армстронг, оппоненты Каллахана - Джеки Филдс, Ас Худкинс и Джек Сильвер, а также Молодой Джек Томпсон, Абэ «The Newsboy» Холландерски, Фидель Ла Барба, бывший чемпион в среднем весе Аль Маккой, Джим Джеффрис и Макси Розенблюм.
Каллахан работал в кинобизнесе после того как ушел из бокса. Он ставил трюки, по крайней мере, в четырех фильмах, в которых он не появлялся и работал с командой, часто в качестве технического советника по меньшей мере для десяти фильмов, многие из которых касались тематики бокса. Боксерские фильмы, в которых он выступал в качестве советника, включают в себя «Золотые перчатки» Paramount Picture 1940 года, «Джентльмен Джим» Warner Brothers, в котором он ставил бои, в 1948 - "Whiplash" Warner Brother, Columbia Picture's Corporation, 1948 - "Leather Gloves" ("Кожаные перчатки"), в Ventura Picture в 1957 - "The Crooked Circle" и более широко представленная современная картина компании 20th Century Fox 1970 года - «Великая белая надежда» с Джеймсом Эрлом Джонсом.

## Зал Славы
Он был включен в зал славы бокса в 1989 году.